# Martin Balluch

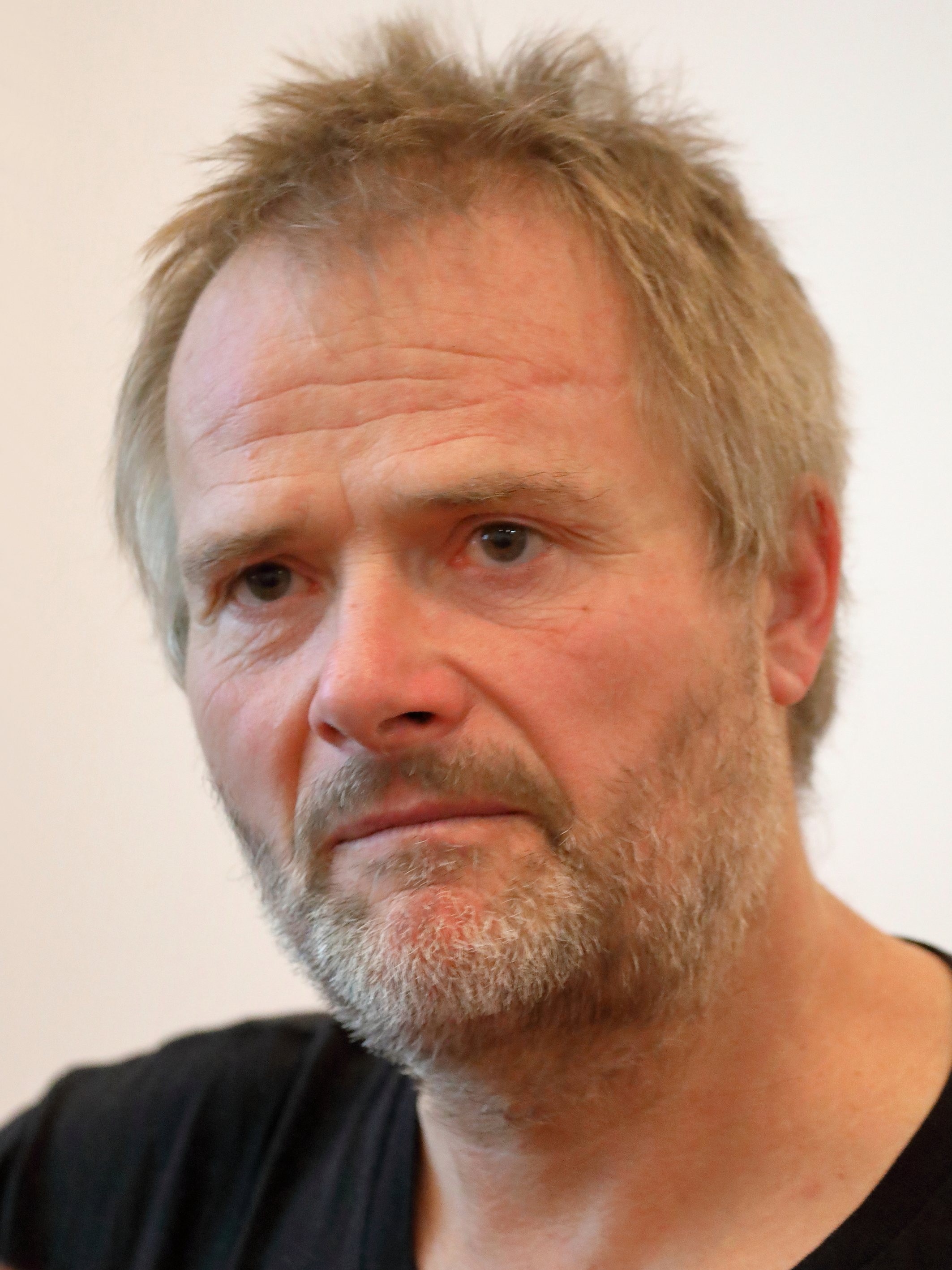
Martin Balluch (2019)

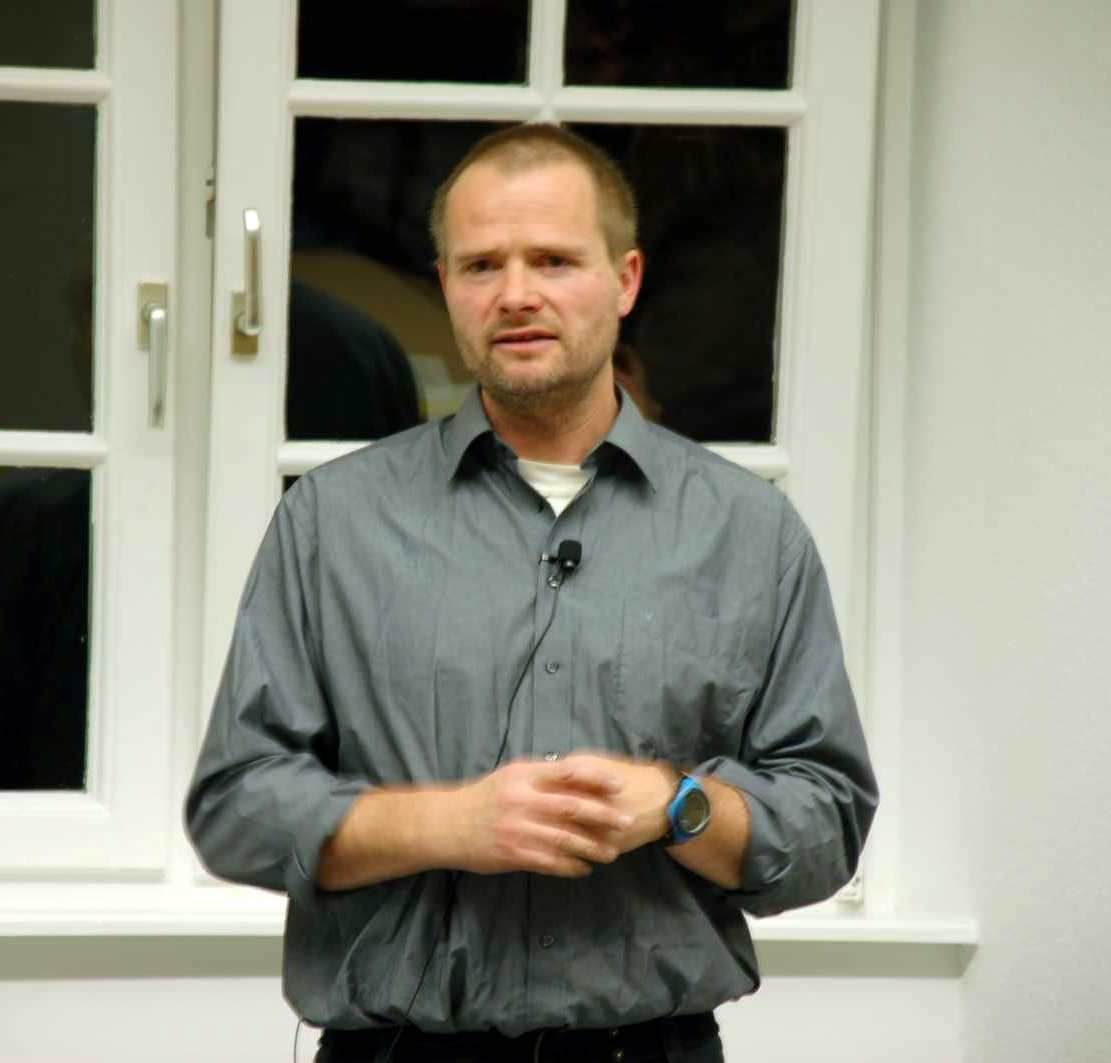
Balluch bei einem Vortrag in Heidelberg (2008)

Martin Balluch (* 12. Oktober 1964 in Wien) ist ein österreichischer Tierethiker und Tierrechtsaktivist mit naturwissenschaftlichem Hintergrund, der sich als Obmann des Vereins gegen Tierfabriken (VGT) für Tierschutz und Tierrechte einsetzt. Zudem trat er bei der Nationalratswahl 2019 als unabhängiger Spitzenkandidat für Jetzt – Liste Pilz in Niederösterreich an.

## Wissenschaftliche Laufbahn
Martin Balluch studierte Mathematik, Physik und Astronomie an der Universität Wien. Anschließend wurde er an der Ruprecht-Karls-Universität Heidelberg 1989 zum Doktor der Physik promoviert. In den Jahren 1990 bis 1997 arbeitete er als Universitätsassistent neben Stephen Hawking im Department of Applied Mathematics and Theoretical Physics (DAMTP) an der Universität Cambridge. Seine zweite Promotion im Fach Philosophie erfolgte im Jahr 2005 im Bereich Tierethik.
In den Jahren von 1986 bis 1997 veröffentlichte Balluch 14 Arbeiten in den Bereichen Physik und Astronomie.

## Tierschutzengagement
Sein Tierrechtsengagement startete Martin Balluch 1985 während seines Studiums in Wien, wo er Diskussionsrunden zu Tierversuchen organisierte. Danach setzte er sein Engagement in der aktiven Tierschutzszene in Cambridge fort. Er lebt seit 1989 vegan. 1997 kehrte er nach Wien zurück, um die Kampagnen des Vereins gegen Tierfabriken (VGT) zu koordinieren. 1999 war er einer der Mitbegründer der Veganen Gesellschaft Österreichs. Seit 2002 ist er der Obmann des VGT. Balluch war beteiligt an jahrelangen Kampagnen des VGT. Martin Balluch betätigt sich als Tierschutzlehrer an weiterführenden Schulen. Er hält international Vorträge zu den Themen Tierethik und Aktivismus, nimmt an Podiumsdiskussionen teil und wurde von den Grünen im Rahmen der Nationalratswahlen 2008 als unabhängiger Kandidat aufgestellt. Er schreibt neben Gastbeiträgen in anderen Medien regelmäßig als Chefredakteur im Vereinsmagazin des VGT Tierschutz konsequent und moderiert wöchentlich das Tierrechtsradio bei Radio Orange.
2007 machte Balluch mit ungewöhnlichen Gerichtsverfahren auf sich aufmerksam: Durch einen Antrag auf Sachwalterschaft für den Schimpansen „Hiasl“ wollte er einen Affen zur Rechtsperson erklären lassen. Im Falle des Erfolges hätten Tiere – je nach Grad der Verwandtschaft zum Menschen – gewisse subjektive Rechte und politische Rechte wie zum Beispiel Sozialhilfe, Krankenversicherung, Verfahrenshilfe, Erb- und Eigentumsrechte und vieles mehr beanspruchen können. Da die Klagen die besondere Rechtssituation des Menschen und das Sachenrecht für Tiere prinzipiell in Frage stellten, war das internationale Medienecho enorm. Das Bezirksgericht in erster Instanz lehnte die Klage ab. Balluchs Berufung wies das Landgericht mit der Begründung ab, dass der Betroffene weder geistig behindert noch psychisch krank sei, auch drohe ihm keine unmittelbare Gefahr, somit eine sachliche Voraussetzung einer Sachwalterschaft fehle. Ebenso wies der Oberste Gerichtshof den außerordentlichen Revisionsrekurs aufgrund der mangelnden Rechtsmittelbefugnis des Antragstellers zurück. Der Fall liegt nun beim Europäischen Gerichtshof für Menschenrechte. Aufgrund der „richterlichen Zurückhaltung“ ist es nicht vorgesehen, dass ein Gericht gegen die Intention des Gesetzgebers Rechte ausweitet.
Der Philosoph Peter Singer sieht in Balluch „einen der führenden Sprecher der weltweiten Tierrechtsbewegung für einen gewaltfreien, demokratischen Weg der Reformen“. Nach Ehrung mit dem Prix Mychkine für sein Engagement im Bereich der Tierethik und der Tierrechte am 30. Jänner 2012 in Paris erhielt Balluch am 1. Juli 2023 in Berlin auch den Peter-Singer-Preis für seine Verdienste im Bereich Tierschutz und für sein erfolgreiches Engagement zur Tierleidminderung.
Am 21. Mai 2008 wurde Martin Balluch im Zuge der sogenannten „Tierschutzcausa“ wegen des Vorwurfs der Bildung einer kriminellen Organisation unter dem Pseudonym Animal Liberation Front als einer von zehn Aktivisten verschiedener Organisationen für über drei Monate in Untersuchungshaft genommen. Die Festnahme führte international zu massiven Protesten. Gemeinsam mit zwölf anderen Tierschützern stand er von 2. März 2010 bis 2. Mai 2011 am Landesgericht Wiener Neustadt vor Gericht. Die Besonderheit des Verfahrens war, dass Martin Balluch und einigen anderen Angeklagten dabei keine konkreten Straftaten, sondern bloß die indirekte Förderung und Unterstützung von unbekannten Straftätern durch legale Tierschutzarbeit vorgeworfen wurde. Eine verdeckte Ermittlerin, die bis zum Nachweis ihrer Existenz durch die Verteidigung von den Behörden geleugnet worden war, gab im Dezember 2010 vor Gericht an, in ihrer 16 Monate langen Aktivität im VGT keine Spur krimineller Aktivitäten gefunden zu haben. Mit dem Urteil vom 2. Mai 2011 wurden alle 13 Angeklagten von sämtlichen Vorwürfen in allen Punkten freigesprochen. Weil ihn die durch dieses Verfahren entstandenen Kosten finanziell ruinierten, brachte er eine Schadenersatzklage gegen die Republik Österreich ein. Diese wurde mit der Begründung abgewiesen, dass die Verjährungsfrist bereits überschritten wäre, da das Gericht den Beginn der Frist ab seiner Verhaftung ansetzte. Durch Spenden, die über ein eigenes Solidaritätskonto gesammelt werden, konnte er Berufung gegen dieses Urteil einbringen. Am 16. September 2014 veröffentlichte Martin Balluch in seinem Blog Auszüge aus seinem Berufungsschreiben, in dem er unter anderem ausführt, dass es gegen die Menschenrechte verstoßen würde, wenn es nötig wäre, bereits während eines laufenden Strafverfahrens ein damit zusammenhängendes Zivilverfahren anzustrengen, weil es dadurch unmöglich wäre, sein Recht auf Aussageverweigerung in Anspruch zu nehmen.

## Positionen

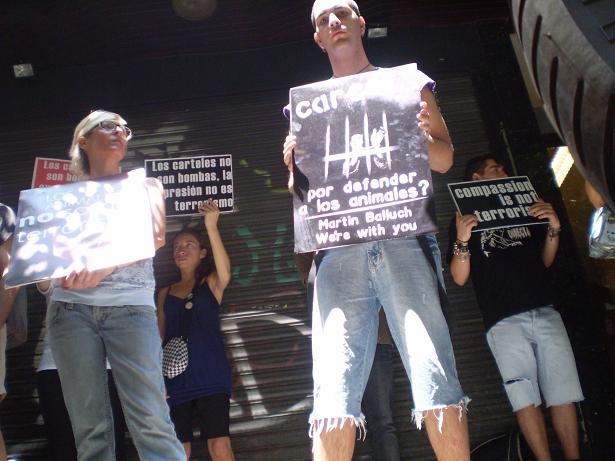
Spanische Demonstranten protestieren gegen die Inhaftierung Martin Balluchs und der anderen Aktivisten

Balluch vertritt einen naturwissenschaftlich-deontologischen Ansatz für Tierrechte. Er argumentiert ausgehend von den ethischen Paradigmen der Universalität, Freiheit von Dogmen, Kontextuellen Relevanz der Begründung von Forderungen und Konsistenz. Wenn wegen bestimmter Eigenschaften Grundrechte für ein Individuum gefordert werden, dann müssen dieselben Rechte für alle Individuen mit denselben Voraussetzungen gefordert werden. Voraussetzung für Grundrechte (Leben, Freiheit und Unversehrtheit) sieht er im Bewusstsein gegeben, da dies die Fähigkeit zu persönlichen Interessen voraussetze. Weil Grundrechte notwendig zum Realisieren von Interessen allgemein seien, sei es zumindest implizites Interesse aller bewussten Wesen, Grundrechte zu haben. Dass einige Tiere Interessen haben, sieht er durch moderne Verhaltensforschung bestätigt. Dass Bewusstsein künstlich nicht etwa durch leistungsfähige Rechner simuliert werden könnte, führt er auf die Gödelsche Unvollständigkeit zurück. Ein ähnliches Argument wurde in den 60ern von Lucas für Menschenrechte angeführt und kritisiert.
Präferenz-utilitaristische Ansätze kritisiert Balluch in Bezug auf ihre Anwendung zum Begründen von Grundrechten. Präferenzen seien immer subjektiv, weil sie nur in Bezug auf ein System von Präferenzen festzustellen wären. Ein objektives Ermitteln einer Bewertung einer Handlung sei mangels eines objektiven Präferenzensystems nicht möglich.
Martin Balluch verfasst seit Februar 2010 durchschnittlich zweimal pro Woche einen Artikel auf seinem Blog, in dem er nicht nur aktuelle Geschehnisse zu seiner Tierschutzarbeit thematisiert, sondern wo er häufig auch seine Gedanken zu den Themen Natur- und Umweltschutz ausführt. Diese stellt er meist im Kontext seiner Wanderungen durch möglichst unberührte Landschaften dar, die er mit seinem Hundefreund Habakuk (kurz: Kuksi) unternimmt. Speziell die Erlebnisse mit diesem Hund bieten ihm oft Anlass, ethische Überlegungen zu seiner Vision einer Multi-Spezies-Gesellschaft auszuführen. 2014 veröffentlichte er ein eigenes Buch Der Hund und sein Philosoph – Plädoyer für Autonomie und Tierrechte, in dem er solche Schilderungen zu einem einheitlichen Werk verbindet. Dieses Buch kann damit auch als zugänglichere Darstellung seiner Argumente aus seiner Doktorarbeit für Philosophie Die Kontinuität von Bewusstsein. Das naturwissenschaftliche Argument für Tierrechte verstanden werden.

### Methode
In Hinsicht auf die in Tierrechtskreisen stark diskutierte Frage, inwiefern an vorgeblich speziesistische Grundhaltungen in der Gesellschaft pragmatische Zugeständnisse gemacht werden sollten, strebt Balluch pragmatische Ansätze für graduelle Verbesserungen an. Wissenschaftliche und philosophische Argumente seien für die Bewegung zwar notwendig, aber andererseits für Personen außerhalb der Tierrechtsbewegung oft zu schwer nachvollziehbar. Interne Fachdiskurse und Stellungnahmen nach außen sollten unterschieden werden. Öffentlichkeitstaugliche Kommunikation solle tierisches Leid als Problem darstellen und Auswege daraus aufzeigen, die realistisch erreichbar scheinen. Ethische Argumente, die noch abseits des gesellschaftlichen Konsenses liegen, würden in Gesprächen mit Personen jenseits der Tierrechtsbewegung lediglich Befremdung hervorrufen. Dies würde zu einer Voreingenommenheit gegenüber für Tierethik eintretende Personen führen und so jede Weiterentwicklung im Sinne der Tiere behindern.
Er argumentiert, dass Verbesserungen im Tierschutz nicht nur wesentlich leichter erreichbar wären als ein Verständnis für die Argumentation von Tierrechtlern, sondern dass das öffentliche Problembewusstsein gemeinsam mit Tierschutzbestimmungen wachse. Eine Gesellschaft, in der Tierprodukte nicht bequemste Norm, sondern kaum verfügbare Güter wären, sei Voraussetzung, um Diskurse über vegane Grundhaltungen sinnvoll zu führen.

### Kritik
Tierrechts-Abolitionisten wie Lee Hall oder Gary L. Francione kritisieren hingegen, dass Tierschutz im Widerspruch zu Tierrechten stehe. Tierschutzforderungen würden die Nutztierhaltung bestätigen, weil sie bloß schlechte Bedingungen kritisieren, aber die Nutzung an sich als gegeben hinnehmen würden. Schutzbestimmungen für tagesaktuelle Probleme könnten keine nachhaltige Verbesserung ethischer Grundsätze bewirken. Weiters argumentieren Abolitionisten, dass Tierschutzgesetze die Tiernutzung sogar fördern würden. Minimale Zugeständnisse der Verantwortlichen gegenüber den Bedürfnissen der betroffenen Tiere würden einen ernsthaften Einsatz für Tierrechte und Veganismus ersetzen, da mit der Beseitigung der abschreckendsten Zustände in der Intensivtierhaltung kein grundsätzlicher Änderungsbedarf mehr offensichtlich wäre.

## Politische Laufbahn
Martin Balluch kandidierte bei den Nationalratswahlen 2008 als unabhängiger Kandidat auf der Bundesliste der Grünen. Obwohl er auf einem hinteren Listenplatz gereiht war, der keine realistische Chance zum tatsächlichen Funktionsantritt hatte, war Balluchs Aufstellung ein gewagtes politisches Statement der Grünen. Zu dieser Zeit wurde Balluch nämlich als Erstangeklagtem im Wiener Neustädter Tierschützerprozess vorgeworfen, Mitglied einer kriminellen Organisation für den Tierschutz zu sein. Seine Unschuld in allen Punkten wurde erst Jahre später gerichtlich festgestellt.
Elf Jahre später kandidierte Balluch erneut als unabhängiger Kandidat bei den Nationalratswahlen 2019, diesmal als Erstplatzierter in Niederösterreich für JETZT – Liste Pilz. Damit wäre er bei einem Wahlerfolg der Partei in jedem Fall ins Parlament eingezogen. In seinem Vorzugsstimmenwahlkampf konzentrierte er sich auf die Themen Tierschutz und Klimaschutz. Doch die Liste JETZT konnte die Vier-Prozent-Hürde für den Einzug ins Parlament nicht überwinden. Damit nahm Martin Balluch keine Funktion im Nationalrat auf. Er zeigte sich in einem Interview anlässlich des Ausgangs der Nationalratswahl entsetzt über den Wahlerfolg der ÖVP, die aus seiner Sicht Tierschutzbemühungen im Wege steht.

## Ehrungen – Auszeichnungen
- 2012 Prix Mychkine / Kategorie „Work in progress“ für sein Engagement im Bereich der Tierethik und des Tierrechts
- 2023 Peter-Singer-Preis für seine Verdienste im Bereich Tierschutz und für sein erfolgreiches Engagement zur Tierleidminderung

## Publikationen
- Im Untergrund – Ein Tierrechtsroman nach wahren Begebenheiten. Promedia, Wien 2018. ISBN 978-3-85371-445-4
- The Dog and his Philosopher – A Call for Autonomy and Animal Rights. Books on Demand, Wien 2017. ISBN 978-3-7448-9642-9
- Der Hund und sein Philosoph – Plädoyer für Autonomie und Tierrechte. Promedia, Wien 2014. ISBN 978-3-85371-377-8
- Tierschützer. Staatsfeind – In den Fängen von Polizei und Justiz. Promedia, Wien 2011. ISBN 978-3-85371-331-0
- Widerstand in der Demokratie – Ziviler Ungehorsam und konfrontative Kampagnen. Promedia, Wien 2009. ISBN 978-3-85371-304-4.
- Die Kontinuität von Bewusstsein. Das naturwissenschaftliche Argument für Tierrechte. Guthmann-Peterson, Wien 2005. ISBN 3-900782-48-2. (Eingereicht als Doktorarbeit in Philosophie.)
- Martin Balluch: Animals have a right to life. In: ALTEX. 23. Jahrgang, Nr. 4, 2006, ISSN 1868-596X, S. 281–293 (altex.ch).
- Martin Balluch, Eberhart Theuer: Trial on personhood for chimp „Hiasl“. In: ALTEX. 24. Jahrgang, Nr. 4, 2007, ISSN 1868-596X, S. 335–342 (altex.ch).
- Quantification of lower stratospheric mixing processes using aircraft data. Balluch, M., and Haynes, P.H.: Journal of Geophysical Research – Atmospheres, accepted, 1997.
- Refraction and Atmospheric Photochemistry. Balluch, M., and Lary, D.J.: Journal of Geophysical Research – Atmospheres, accepted, 1997.
- A new numerical model to compute photolysis rates and solar heating with anisotropic scattering in spherical geometry. Annales Geophysicae, 14, 80–97, 1996.
- Adaptive Numerical Advection. The co-ordinate transformation method. In Comp. Phys. Comm., Thematical Issue on Numerical Methods in Astrophysical Hydrodynamics, ed. W.J. Duschl and W.M. Tscharnuter, 89, No. 1–3, 91–117, 1995.
- Reply to the comments on ‚solar heating rates: the importance of spherical geometry‘. Balluch, M., and Lary, D.J.: J. Atmos. Sci., 52, 3–15, 1994.
- Solar heating rates: the importance of spherical geometry. Lary, D.J., and Balluch: M., J. Atmos. Sci., 50, 3983–3993, 1993.
- Stabilität protostellarer Akkretionsstroemungen. Doktorarbeit in Physik, Universität Heidelberg, 1989.
- Solar heating after a volcanic eruption: the importance of SO2 absorption. Lary, D.J., Balluch, M., and Bekki, S.: Q. J. Roy. Meteorol. Soc. , 120, 1683–1688, 1994.
- Protostellar Evolution. I. The Behaviour of the Eddington factor and the accretion shock. Astronomie und Astrophysik, 200, 58–74, 1988.
- Energietransport durch Strahlung in protostellaren Huellen. Diplomarbeit in Astronomie, Universität Wien, Österreich, 1987.
- Numerische Loesung einer Differentialgleichung 1. Ordnung mit der Methode der Charakteristiken am Beispiel der Strahlungstransportgleichung. Diplomarbeit in Mathematik, Universität Wien, Österreich, 1986.

## Privatleben
Martin Balluch wurde als drittes Kind von vier Brüdern geboren.  Er ernährt sich seit 1989 vegan und lebt mit seinen 2018 und 2021 geborenen Töchtern  in einer Waldhütte in den Bergen der Obersteiermark.